# Je li jasno, prijatelju? (2000.)
Je li jasno prijatelju, hrvatski dugometražni film iz 2000. godine.